# EDSS
EDSS (англ. Expanded Disability Status Scale — расширенная шкала оценки степени инвалидизации) — метод оценки неврологических поражений при рассеянном склерозе, предложенный Джоном Курцке в 1983 году и широко применяющийся. Разработан онлайн EDSS калькулятор, позволяющий в автоматизированном режиме рассчитать балл EDSS.
Для оценки инвалидизации по упрощенной шкале DSS ( Disability Status Scale) или по расширенной шкале EDSS проводится оценка семи функциональных систем. Для каждой из систем используется шкала состояния функциональных систем (Functional System Score, шкала неврологического дефицита).

## Оценка функциональных систем
По Kurtzke оцениваются функции следующих систем:
- Зрение
- Ствол мозга
- Пирамидная система
- Мозжечок
- Сенсорная система
- Тазовые органы
- Мышление

### FSS
FSS — шкала состояния функциональных систем Курцке
| Группа симптомов                          | Классификация в зависимости от степени нарушения функций (баллы) |
| Поражения зрительного нерва               | 1. Скотома, острота зрения лучше, чем 0,6 2. Худший глаз со скотомой с максимальной остротой зрения от 0,6 до 0,4 3. Худший глаз с большой скотомой или умеренное сужение полей зрения, но при максимальной остроте зрения от 0,4 до 0,2 4. Худший глаз со значительным сужением полей зрения и максимальной остротой зрения от 0,2 до 0,1 или симптомы из раздела 3 плюс максимальная острота зрения лучшего глаза 0,4 или меньше. 5. Худший глаз с максимальной остротой зрения ниже 0,1, или симптомы из раздела 4 плюс острота зрения лучшего глаза 0,4 и меньше 6. симптомы из раздела 5 плюс острота зрения лучшего глаза 0,4 и меньше |
| Нарушения черепных нервов (кроме II пары) | 1. Симптомы без нарушения функций. 2. Умеренно выраженный нистагм или другие незначительные нарушения. 3. Выраженный нистагм, отчётливые симптомы вовлечения глазодвигательных или лицевого нервов, умеренные симптомы поражения других черепных нервов. 4. Выраженная дизартрия или другие выраженные нарушения. 5. Невозможность глотать или говорить. |
| Симптомы поражения пирамидного пути       | 1. Патологические пирамидные рефлексы без снижения силы. 2. Незначительное снижение мышечной силы. 3. Незначительный или умеренный геми- или парапарез (слабость, но расцениваемая как повышенная утомляемость при сохранении основных функций после небольшого отдыха), тяжелый монопарез (значительная утрата функции). 4. Отчётливый геми- или парапарез (с нарушением функции), умеренный тетрапарез (функция значительно восстанавливается после короткого отдыха). 5. Параплегия, гемиплегия или отчётливый тетрапарез. 6. Тетраплегия. |
| Нарушения координации                     | 1. Неврологические симптомы без нарушения функции. 2. Незначительная атаксия (функции практически не страдают, но интенционный тремор или мимопопадание отчётливо выявляются в пробах). 3. Умеренная атаксия туловища или конечностей (тремор и дисметрия затрудняют движения). 4. Выраженная атаксия во всех конечностях (выполнение направленных движений сильно затруднено). 5. Невозможность выполнения направленных движений из-за атаксии. |
| Нарушения чувствительности                | 1. Снижение вибрационной и мышечно-суставной чувствительности на одной-двух конечностях. 2. Некоторое снижение тактильной, болевой чувствительности или чувства давления и/или умеренное снижение вибрационной чувствительности на одной или двух конечностях, или только снижение мышечно-суставного чувства на трех или четырёх конечностях. 3. Отчётливое снижение тактильной, болевой чувствительности или чувства давления и/или потеря вибрационной чувствительности на одной или двух конечностях или незначительное снижение тактильной, болевой и/или умеренное снижение всей проприоцептивной чувствительности на трех или четырёх конечностях 4. Значительное снижение тактильной, болевой чувствительности или потеря проприоцептивной (или в комбинации) на одной или двух конечностях, или умеренное снижение тактильной, болевой чувствительности и/или выраженные нарушения проприоцепции на более чем на двух конечностях 5. Потеря чувствительности на одной или двух конечностях, или умеренное снижение тактильной или болевой и/или потеря проприоцепции на всем теле ниже головы 6. Потеря всех видов чувствительности ниже головы |
| Нарушения функций тазовых органов         | 1. Незначительные нарушения мочеиспускания (императивные позывы или задержки). 2. Умеренно выраженные задержки, императивные позывы, запоры или редкие эпизоды недержания. 3. Частые эпизоды недержания мочи. 4. Необходимость в постоянной катетеризации и постоянных дополнительных мероприятий для эвакуации кишечника. 5. Полное недержание мочи. 6. Полное недержание мочи и кала. |
| Изменения интеллекта                      | 1. Снижение памяти (не влияет на работоспособность). 2. Незначительное снижение интеллекта. 3. Умеренное снижение интеллекта. 4. Заметное снижение интеллекта. 5. Деменция. |

## Результаты оценок
Шкала EDSS дает число от 0 до 10. Часть шкалы EDSS от 1.0 до 4.5 относится к людям, которые могут самостоятельно передвигаться и обслуживать себя. Результатам EDSS более 7.0 соответствует глубокая степень инвалидизации.
Начальная оценка EDSS проводится по возможности самостоятельного передвижения пациента на расстояния 500 метров и более без поддержки, либо на расстояния 10-100 метров с поддержкой (трость, кресло). Затем проводится более точная оценка по баллам функциональных систем. Балл EDSS не может быть ниже баллов любой функциональной системы за исключением зрения и тазовых органов.
Группы инвалидности (Россия):
- 3 группа при EDSS 3,0-4.5
- 2 группа при EDSS 5.0-7,0
- 1 группа при EDSS 7.5-9.5

### Таблица DSS и EDSS
| баллы | DSS | EDSS |
| ----- | --- | --- |
| 1     | нет нарушений | 1.0 — нет нарушений 1.5 — нет нарушений |
| 2     | небольшая слабость, слабо выраженные нарушения походки, сенсорные или глазодвигательные нарушения                          | 2.0 — амбулаторный больной 2.5 — амбулаторный больной |
| 3     | умеренно выраженная слабость или монопарез, атаксия, либо их комбинация                                                    | 3.0 — умеренные нарушения 3.5 — умеренные нарушения, амбулаторный больной |
| 4     | относительно выраженная слабость, до 12 часов в день может находиться в вертикальном положении, себя обслуживает полностью | 4.0 — как в DSS, больной себя обслуживает, может пройти без помощи и отдыха 500 м 4.5 — требуется минимальная помощь, может работать полный день, пройти без помощи и отдыха 300 м |
| 5     | самостоятельная ходьба на небольшие расстояния, неполный рабочий день                                                      | 5.0 — может пройти без помощи и отдыха 200 м, неполный рабочий день 5.5 — может пройти без помощи и отдыха 100 м, неполный рабочий день                                            |
| 6     | ходьба только при поддержке                                                                                                | 6.0 — односторонняя поддержка при ходьбе на расстояние 100 м 6.5 — постоянная поддержка с 2-х сторон для ходьбы на 20 м без отдыха                                                 |
| 7     | активность в пределах кресла-коляски, сам в ней передвигается, садится                                                     | 7.0 — может передвигаться в кресле-коляске весь день 7.5 — необходима помощь при передвижении в кресле-коляске, не может быть в ней весь день                                      |
| 8     | ограничен кроватью или креслом, себя обслуживает с помощью рук                                                             | 8.0 — как в DSS 8.5 — эффективно использует руки, но трудности в самообслуживании                                                                                                  |
| 9к    | полностью прикован к постели и беспомощен                                                                                  | 9.0 — прикован к постели. возможно общение и еда 9.5 — беспомощен, не может говорить, есть, глотать                                                                                |